# Bahnstrecke Orsa–Bollnäs
| Bahnhof Edsbyn |                                                                 |                                                |                                                |
| Streckennummer: | Orsa–Furudal: 99 Furudal–Bollnäs: 50                            |                                                |                                                |
| Streckenlänge: | 118 km                                                          |                                                |                                                |
| Spurweite: | 1435 mm (Normalspur)                                            |                                                |                                                |
| Streckenklasse: | D                                                               |                                                |                                                |
| Maximale Neigung: | 17 ‰                                                            |                                                |                                                |
| Minimaler Radius: | Göringen–Dalfors: 300 m Reststrecke: 400 m                      |                                                |                                                |
| Streckengeschwindigkeit: | SJ-Bandel 251: (Furudal)–(Bollnäs) 40 km/h Orsa–Furudal 40 km/h |                                                |                                                |
| |                                                                 |                                                |                                                |
| \| \| \| von Mora \| \| \| \| 118,464 \| Orsa \| 166,5 m ö.h. \| \| \| \| nach Östersund \| \| \| \| 116,223 \| Born \| Born \| \| \| \| Europastraße 45 \| \| \| \| 115,004 \| Stackmora \| 204,0 m.ö.h. \| \| \| \| Länsväg 296 \| \| \| \| 111,276 \| Kallholsfors (Kallholn, ehemals Bahnhof) \| 206,7 m.ö.h. \| \| \| 108,117 \| Mässbacken \| 210,0 m.ö.h. \| \| \| 101,483 \| Skattungbyn \| 206,6 m.ö.h. \| \| \| 92,972 \| Skattungsjön \| 210,8 m.ö.h. \| \| \| \| Oreälven (55 m) \| \| \| \| 86,645 \| Tappudden \| Tappudden \| \| \| 85,946 \| Furudal (ehemals Bahnhof) \| 210,2 m.ö.h. \| \| \| \| \| \| \| \| 85,700 \| Länsväg W 972 \| Länsväg W 972 \| \| \| \| Furudals grusgrop \| \| \| \| 85,200 \| Betreibergrenze Inlandsbanan AB / Trafikverket \| Betreibergrenze Inlandsbanan AB / Trafikverket \| \| \| 83,750 \| Oreälven \| Oreälven \| \| \| 80,156 \| Östanvik \| 231,4 m.ö.h. \| \| \| 69,7230,000 \| Göringen (Keilbahnhof, bis 1901 Dalfors) \| 253,6 m.ö.h. \| \| \| \| \| \| \| \| 3,030 \| Dalfors \| 228,2 m.ö.h. \| \| \| \| \| \| \| \| 69,050 \| Dalforsan \| Dalforsan \| \| \| 62,639 \| Åssjöbo \| 251,9 m.ö.h. \| \| \| 59,246 \| Tungsen \| 264,9 m.ö.h. \| \| \| 57,380 \| Finnshögst \| Finnshögst \| \| \| \| Länsväg 296 \| \| \| \| \| Bahnstrecke Voxna–Lobonäs \| \| \| \| 51,606 \| Voxna \| 196,7 m.ö.h. \| \| \| 45,985 \| Homna \| 184,5 m.ö.h. \| \| \| 43,534 \| Älmeskullen \| 184,8 m.ö.h. \| \| \| 40,150 \| Lillboklitten \| Lillboklitten \| \| \| 36,785 \| Edsbyn \| 168,8 m.ö.h. \| \| \| 36,055 \| Edsbyns södra \| Edsbyns södra \| \| \| 35,475 \| Edsbyverken \| Edsbyverken \| \| \| 33,554 \| Acktjärn \| Acktjärn \| \| \| 32,428 \| Ovanåker \| 157,5 m.ö.h. \| \| \| 30,816 \| Båstadammen \| Båstadammen \| \| \| 28,530 \| Viksjöfors \| 158,2 m.ö.h. \| \| \| \| Viksjöströmmen \| \| \| \| 22,984 \| Borfallet \| Borfallet \| \| \| \| Länsväg 301 \| \| \| \| 21,368 \| Alfta \| 97,8 m.ö.h. \| \| \| 17,332 \| Runemo \| 96,8 m.ö.h. \| \| \| \| Voxnan \| \| \| \| 12,433 \| Söräng \| 88,3 m.ö.h. \| \| \| \| Riksväg 50 \| \| \| \| 8,335 \| Freluga \| 90,5 m.ö.h. \| \| \| 6,933 \| Järnmyran \| Järnmyran \| \| \| 3,683 \| Sunnerstaholm \| 81,5 m.ö.h. \| \| \| \| von Ockelbo \| \| \| \| \| Riksväg 83 \| \| \| \| 0,000 \| Bollnäs \| 56,4 m ö.h. \| \| \| \| nach Ånge \| \| \| \| \| \| \| \| Quellen: [3] \| \| \| \| |                                                                 |                                                |                                                |
| Strecke |                                                                 | von Mora                                       | von Mora                                       |
| Bahnhof | 118,464                                                         | Orsa                                           | 166,5 m ö.h.                                   |
| Abzweig geradeaus und nach links |                                                                 | nach Östersund                                 | nach Östersund                                 |
| Abzweig geradeaus und von rechts | 116,223                                                         | Born                                           | Born                                           |
| Bahnübergang |                                                                 | Europastraße 45                                | Europastraße 45                                |
| ehemaliger Haltepunkt / Haltestelle | 115,004                                                         | Stackmora                                      | 204,0 m.ö.h.                                   |
| Bahnübergang |                                                                 | Länsväg 296                                    | Länsväg 296                                    |
| Blockstelle | 111,276                                                         | Kallholsfors (Kallholn, ehemals Bahnhof)       | 206,7 m.ö.h.                                   |
| ehemaliger Bahnhof | 108,117                                                         | Mässbacken                                     | 210,0 m.ö.h.                                   |
| ehemaliger Bahnhof | 101,483                                                         | Skattungbyn                                    | 206,6 m.ö.h.                                   |
| ehemaliger Bahnhof | 92,972                                                          | Skattungsjön                                   | 210,8 m.ö.h.                                   |
| Brücke über Wasserlauf |                                                                 | Oreälven (55 m)                                | Oreälven (55 m)                                |
| Abzweig geradeaus und von links | 86,645                                                          | Tappudden                                      | Tappudden                                      |
| Haltepunkt / Haltestelle | 85,946                                                          | Furudal (ehemals Bahnhof)                      | 210,2 m.ö.h.                                   |
| |                                                                 |                                                |                                                |
| Bahnübergang (Strecke außer Betrieb) | 85,700                                                          | Länsväg W 972                                  | Länsväg W 972                                  |
| Abzweig geradeaus und von links (Strecke außer Betrieb) |                                                                 | Furudals grusgrop                              | Furudals grusgrop                              |
| Wechsel des Eisenbahninfrastrukturunternehmens (Strecke außer Betrieb) | 85,200                                                          | Betreibergrenze Inlandsbanan AB / Trafikverket | Betreibergrenze Inlandsbanan AB / Trafikverket |
| Brücke über Wasserlauf (Strecke außer Betrieb) | 83,750                                                          | Oreälven                                       | Oreälven                                       |
| Haltepunkt / Haltestelle (Strecke außer Betrieb) | 80,156                                                          | Östanvik                                       | 231,4 m.ö.h.                                   |
| Bahnhof (Strecke außer Betrieb) | 69,7230,000                                                     | Göringen (Keilbahnhof, bis 1901 Dalfors)       | 253,6 m.ö.h.                                   |
| Verschwenkung von links (Strecke außer Betrieb) · Verschwenkung von rechts (Strecke außer Betrieb) |                                                                 |                                                |                                                |
| Kopfbahnhof Streckenende (Strecke außer Betrieb) · Strecke (außer Betrieb) | 3,030                                                           | Dalfors                                        | 228,2 m.ö.h.                                   |
| Verschwenkung nach rechts (Strecke außer Betrieb) |                                                                 |                                                |                                                |
| Brücke über Wasserlauf (Strecke außer Betrieb) | 69,050                                                          | Dalforsan                                      | Dalforsan                                      |
| Bahnhof (Strecke außer Betrieb) | 62,639                                                          | Åssjöbo                                        | 251,9 m.ö.h.                                   |
| Bahnhof (Strecke außer Betrieb) | 59,246                                                          | Tungsen                                        | 264,9 m.ö.h.                                   |
| Haltepunkt / Haltestelle (Strecke außer Betrieb) | 57,380                                                          | Finnshögst                                     | Finnshögst                                     |
| Strecke mit Straßenbrücke (Strecke außer Betrieb) |                                                                 | Länsväg 296                                    | Länsväg 296                                    |
| Abzweig geradeaus und von links (Strecke außer Betrieb) |                                                                 | Bahnstrecke Voxna–Lobonäs                      | Bahnstrecke Voxna–Lobonäs                      |
| Bahnhof (Strecke außer Betrieb) | 51,606                                                          | Voxna                                          | 196,7 m.ö.h.                                   |
| Haltepunkt / Haltestelle (Strecke außer Betrieb) | 45,985                                                          | Homna                                          | 184,5 m.ö.h.                                   |
| Haltepunkt / Haltestelle (Strecke außer Betrieb) | 43,534                                                          | Älmeskullen                                    | 184,8 m.ö.h.                                   |
| Haltepunkt / Haltestelle (Strecke außer Betrieb) | 40,150                                                          | Lillboklitten                                  | Lillboklitten                                  |
| Bahnhof (Strecke außer Betrieb) | 36,785                                                          | Edsbyn                                         | 168,8 m.ö.h.                                   |
| Blockstelle (Strecke außer Betrieb) | 36,055                                                          | Edsbyns södra                                  | Edsbyns södra                                  |
| Blockstelle (Strecke außer Betrieb) | 35,475                                                          | Edsbyverken                                    | Edsbyverken                                    |
| Haltepunkt / Haltestelle (Strecke außer Betrieb) | 33,554                                                          | Acktjärn                                       | Acktjärn                                       |
| Bahnhof (Strecke außer Betrieb) | 32,428                                                          | Ovanåker                                       | 157,5 m.ö.h.                                   |
| Haltepunkt / Haltestelle (Strecke außer Betrieb) | 30,816                                                          | Båstadammen                                    | Båstadammen                                    |
| Bahnhof (Strecke außer Betrieb) | 28,530                                                          | Viksjöfors                                     | 158,2 m.ö.h.                                   |
| Brücke über Wasserlauf (Strecke außer Betrieb) |                                                                 | Viksjöströmmen                                 | Viksjöströmmen                                 |
| Haltepunkt / Haltestelle (Strecke außer Betrieb) | 22,984                                                          | Borfallet                                      | Borfallet                                      |
| Bahnübergang (Strecke außer Betrieb) |                                                                 | Länsväg 301                                    | Länsväg 301                                    |
| Bahnhof (Strecke außer Betrieb) | 21,368                                                          | Alfta                                          | 97,8 m.ö.h.                                    |
| Bahnhof (Strecke außer Betrieb) | 17,332                                                          | Runemo                                         | 96,8 m.ö.h.                                    |
| Brücke über Wasserlauf (Strecke außer Betrieb) |                                                                 | Voxnan                                         | Voxnan                                         |
| Bahnhof (Strecke außer Betrieb) | 12,433                                                          | Söräng                                         | 88,3 m.ö.h.                                    |
| Strecke mit Straßenbrücke (Strecke außer Betrieb) |                                                                 | Riksväg 50                                     | Riksväg 50                                     |
| Bahnhof (Strecke außer Betrieb) | 8,335                                                           | Freluga                                        | 90,5 m.ö.h.                                    |
| Haltepunkt / Haltestelle (Strecke außer Betrieb) | 6,933                                                           | Järnmyran                                      | Järnmyran                                      |
| Bahnhof (Strecke außer Betrieb) | 3,683                                                           | Sunnerstaholm                                  | 81,5 m.ö.h.                                    |
| Abzweig ehemals geradeaus und von rechts |                                                                 | von Ockelbo                                    | von Ockelbo                                    |
| Strecke mit Straßenbrücke |                                                                 | Riksväg 83                                     | Riksväg 83                                     |
| Bahnhof | 0,000                                                           | Bollnäs                                        | 56,4 m ö.h.                                    |
| Strecke |                                                                 | nach Ånge                                      | nach Ånge                                      |
| |                                                                 |                                                |                                                |
| Quellen: |                                                                 |                                                |                                                |

Die Bahnstrecke Orsa–Bollnäs in Mittelschweden wurde ab 1898 von der Dala-Helsinglands Järnvägsaktiebolag gebaut. Heute ist der Verkehr zwischen Bollnäs und Furudal eingestellt, die andere Teilstrecke Orsa–Furudal wird von der Inlandsbanan AB für sporadische Fahrten genutzt.

## Geschichte

### Eröffnung und Betrieb
Am 11. Oktober 1895 wurde die Konzession für den Bau einer Eisenbahnstrecke zwischen Bollnäs und Orsa sowie der Nebenstrecke Göringen–Dalfors erteilt, die ein Jahr später von der Dala-Helsinglands Järnvägsaktiebolag (DHdJ) übernommen wurde. Am 4. November 1899 nahm die DHdJ den Betrieb auf und es verkehrten die ersten Züge zwischen Bollnäs und Edsbyn. Am 18. Januar 1900 wurde der provisorische Personen- und Güterverkehr zwischen Orsa und Voxna aufgenommen. Der offizielle Eröffnungstermin der Bahnstrecke und Start des durchgehenden Zugverkehrs war der 23. August 1902.
Die Baukosten betrugen 4.640.000 Kronen. Eine staatliche Beteiligung erfolgte nicht. Bereits 1913 beantragte die DHdJ aus Liquiditätsgründen die Übernahme der Strecke durch den Staat, der jedoch nicht einschritt. So ging die Gesellschaft 1915 in die Insolvenz. Für den Weiterbetrieb wurde am 20. Februar 1917 die Dala-Hälsinglands nya järnvägsaktiebolag gegründet. Am 3. Mai 1917 schlug die Eisenbahnbehörde vor, dass die Staatsbahn die Strecke mieten solle. Als Grund dafür wurde angegeben, dass es für die Staatsbahn vorteilhaft wäre, eine Verbindung zwischen der Norra stambana und der Strecke Orsa–Kristinehamn zu besitzen. Am 3. April 1917 wurde eine Einigung erzielt und ein Mietvertrag mit einer Laufzeit von zehn Jahren ab 1. Mai 1917 mit einer Miete von 130.000 Kronen jährlich abgeschlossen. Während der Mietdauer oblagen die Unterhaltungsarbeiten an Strecke und Einrichtungen dem Staat.
Am 1. Mai 1927 kaufte der schwedische Staat die Strecke zu einem Preis von 1.500.000 Kronen. Verantwortlich war nun die schwedische Eisenbahngesellschaft Statens Järnvägar (SJ), die ab dem 1. Januar 1928 den Tarif der Staatsbahnen anwandt.

### Zustand ab 1970
Die schwedische Staatsbahn SJ stellte zum 1. September 1971 den Personenverkehr auf der Gesamtstrecke ein, schon am 27. Mai 1972 folgte der Güterverkehr zwischen den Stationen Edsbyn und Furudal. Anschließend verkehrten nur noch Draisinen für Touristen auf diesem Streckenabschnitt. Seit 2002 ist die Strecke Edsbyn–Furudal auf Grund der schlechten Gleislage für jeglichen Schienenverkehr gesperrt. Der Güterverkehr von Mora über Orsa bis Furudal wurde von 1991 bis 1996 von der dazu gegründeten Bahngesellschaft Dalatåg erbracht, anschließend von der 2005 in Konkurs gegangenen BK Tåg AB. 2004 endete der Holzverkehr zwischen Bollnäs und Edsbyn, so dass diese Strecke nun ohne jeglichen Verkehr ist.
Allerdings existiert die gesamte Strecke noch – bis auf einige Ausnahmen bei Voxna und Göringen, wo Straßenübergänge bereits zugeteert sind. Der Abschnitt zwischen der Eigentumsgrenze bei Furudal nach Bollnäs ist nicht stillgelegt und in den aktuellen Unterlagen der SJ mit dem Vermerk „Underhåll har upphört“ (Unterhalt eingestellt) verzeichnet. Der Verein Dala–Hälsinglands Järnväg (DHdJ) bemüht sich um eine Wiederaufnahme des Holzverkehrs zwischen Orsa und Bollnäs. Dadurch wäre die Strecke für Sonderfahrten zum Beispiel mit dem Museumstriebwagen nutzbar. Der aktuelle Entwicklungsplan der Inlandsbanan AB sieht eine Übernahme der Gesamtstrecke vor.
Am 7. September 2013 wurde ein Fünfjahresvertrag zwischen Trafikverket und dem Verein DHdJ zur Beräumung der Bahnstrecke abgeschlossen. Nach eigenen Aussagen hat 2014 der Freischnitt zwischen Furudal und Göringen oberste Priorität. In einer offiziellen Mitteilung vom 16. Juni 2015 gab Trafikverket bekannt, dass der Unterhalt der Bahnstrecke Bollnäs–Edybyn–Furudal zum 13. Dezember 2015 eingestellt wird. Ein möglicher Beschluss, die Bahnstrecke endgültig aufzugeben, kann entsprechend der Gesetzeslage in drei Jahren fallen. Der Verein DHdJ veröffentlicht auf seiner Homepage Fotos, auf denen die Bahnstrecke von der Eisenbahnbrücke in der Nähe von Finnshögst zu sehen ist. Darauf sind die Gleise inzwischen wieder weitgehend freigeschnitten. Auch schenkte die Inlandsbanan AB dem Verein die bisher in Sveg stationierte Motordraisine MD 13107, um die Freischnittarbeiten zu vereinfachen.
Der historische Y7-Triebwagen der Inlandsbahn verkehrte zwischen Orsa und Furudal zu besonderen Anlässen wie dem Musikfestival Orsayran. 2017 wurde dieser planmäßig mittwochs in der Zeit vom 5. Juli bis zum 2. August eingesetzt. Diese Fahrten wurden vom Verein Orsa Jernvägsförening organisiert.

### Abriss des Kalkwerkes 2020
Im Jahr 2020 wurde mit dem Abriss des alten Kalkwerkes in Kallholsfors begonnen. Aus technischen Gründen wurde die gesamte Strecke 2020/2021 für den Verkehr gesperrt. Als letzte Zugfahrt dürften im September 2020 abgestellte Wagen vom Anschluss Tappudden bei Furudal abgeholt worden sein. Sämtliche Nebengleise im ehemaligen Bahnhof Kallholsfors wurden im Zuge der Baumaßnahmen entfernt.
Die Fahrten zu Orsayran nach Furudal fanden 2023 nicht statt. Die Karte der Trafikcentralområde Gävle weist die Strecke auch 2024 als „gesperrt“ aus.

## Bahnstrecke Göringen–Dalfors
Die Bahnstrecke zwischen Bollnäs und Orsa sollte die alte Industriegemeinde Dalfors mit anschließen. Das Gelände war jedoch zu ungünstig für eine direkte Verbindung. Deshalb führte die Hauptstrecke ein wenig weiter nach Nordwesten und Dalfors wurde über eine drei Kilometer langen Nebenstrecke angebunden. Diese zweigte in dem kleinen Ort Göringen ab. Am 12. November 1902 verkehrte der Eröffnungszug. 1960 wurde der Betrieb eingestellt und anschließend die Gleise abgebaut.

### Bahnhof Göringen
Der ursprüngliche Name des Bahnhofes war „Dalfors“, er wurde aber schon 1901 in Göringen umbenannt. Das erste Bahnhofsgebäude in Göringen war ein Ausstellungspavillon, der 1901 auf der Messe in Gävle stand. Es wurde von der Eisenbahngesellschaft gekauft und wurde in seiner neuen Funktion ein Bahnhofsgebäude mit einer Cafeteria. 1919 wurde ein richtiges Bahnhofsgebäude errichtet. Es wurde vom damaligen Chefarchitekt der SJ, Folke Zettervall, entworfen und entsprach dem SJ-Standard. Er hatte eine Reihe von Bahnhofsmodellen konzipiert, die nach Standard-Zeichnungen je nach Verkehrsaufkommen erweitert werden konnten. Göringen war ein Modell der zweiten Ausbaustufe. Gleiche Gebäude standen an der abgebauten Bahnstrecke Sveg–Hede.
Das Bahnhofsgebäude bestand aus zwei Zimmern, einem Warteraum für Fahrgäste und einem Büroraum für das Personal. Es hat Ausgänge auf beiden Seiten und einem kleinen Erker Richtung der Gleise. In den 1940er Jahren wurde der Bahnhof modernisiert. Die Mauer zwischen den Warteraum und der Expedition wurde verschoben, so dass der Wartesaal kleiner wurde. 1954 wurde das Haus an die Stromversorgung angeschlossen und 1956 eine Toilette im Warteraum eingebaut.
Auf dem alten Dalforsbangården (deutsch Dalforsbahnhof) wurde ein Terminal für den Umschlag von Rundholz zwischen LKW und Bahn gebaut. Bis 1969 war der Bahnhof in Göringen mit Personal besetzt. Danach wurde es ein unbesetzter Bahnhof. Die Holzverladung in Göringen endete 1970 und im folgenden Jahr fuhr der letzte reguläre Personenzug zwischen Bollnäs und Orsa. Bedarfsgüterverkehr bestand für ein weiteres Jahr. Das Bahnhofsgebäude verfiel. Der Umzug des Gebäudes in ein Eisenbahnmuseum war in den 1980er Jahren angedacht, wurde aber nie durchgeführt. Stattdessen erwarb 1998 Dala–Hälsinglands Järnväg (DHdJ) sowohl das Bahnhofsgebäude und einen großen Teil des Bahnhofsgeländes. Nach einer umfangreichen Sanierung wurde das Gebäude 2001 wieder in Betrieb genommen.
Der Bahnhof zeigt heute den früheren Zustand mit Bahnsteigen an der Hauptstrecke und der Nebenbahn nach Dalfors, mit Güterschuppen und dem ehemaligen Bahnhofsgarten des Personals.

## Daten
- April 1899 – Bollnäs–Voxna, 51 km, Betriebsaufnahme provisorischer Verkehr
- 4. November 1899 – allgemeiner Verkehr
- Dezember 1899 – Skattungbyn–Orsa, 17 km, provisorischer Verkehr
- 18. Januar 1900 – Voxna–Skattungbyn, 50 km, provisorischer Verkehr, wenn schneefrei
- 18. Oktober 1900 – Voxna–Orsa, 67 km, allgemeiner Verkehr
- 1. November 1902 – Göringen–Dalfors, 3 km, allgemeiner Verkehr
- 29. Mai 1960 – Göringen–Dalfors, 3 km, Einstellung Gesamtverkehr
- 1. September 1971 – Bollnäs–Orsa, 119 km, Einstellung Personenverkehr
- 27. Mai 1972 – Edsbyn–Furudal, 49 km, Einstellung Güterverkehr
- 1. Oktober 1983 – Edsbyn–Furudal, 49 km, Strecke für jeglichen Verkehr gesperrt
- 11. Juni 1995 – Edsbyn–Voxna, 15 km, privater Güterverkehr
- 19. August 1996 – Voxna–Furudal, 34 km, privater Güterverkehr Orsa–Bollnäs
- Herbst 2001 – Orsa–Edsbyn, 33 km, Einstellung Güterverkehr
- 2002 – Edsbyn–Furudal, 49 km, Einstellung Güterverkehr
- 13. Juni 2004 – Alfta–Edsbyn, 15 km, Einstellung Güterverkehr (formell 1. Januar 2007)
- 12. Juni 2005 – Bollnäs–Alfta, 22 km, Einstellung Güterverkehr (formell 1. Januar 2007)[13]